# Liberación de los cautivos de Málaga por los Reyes Católicos
Liberación de los cautivos de Málaga por los Reyes Católicos es un cuadro del pintor malagueño José Moreno Carbonero, realizado en 1930, cuando tenía avanzada edad. Fue el mismo autor quien donó la pintura al Museo de Bellas Artes, hoy Museo de Málaga, donde se encuentra. Tiene unas dimensiones de 127 x 199 cm.

## Representación
El cuadro representa la conquista de la ciudad de Málaga por los Reyes Católicos en el año 1487, llamada la Toma de Málaga. Los reyes van acompañados de sus hijos Juan y Juana y de guerreros y damas, en cuya escena destaca Beatriz Galindo con un perro en brazos.
Los distintos cautivos cristianos que habían sido capturados por los musulmanes y los habían expuesto a la intemperie en el Corral de los Cautivos, ahora son liberados gracias a la reconquista de la ciudad y se van arrodillando ante los reyes. Los monarcas no quisieron entrar en la ciudad hasta haber liberado a los presos. 
Dicha escena se hubiera producido en la antigua puerta de Granada (hoy plaza de la Merced). A lo lejos, dentro de la puerta, se puede observar una torre del Castillo del Gibralfaro.
Isabel la Católica, viendo el estado en que se encontraban y su devoción hacia ella, les rinde el mayor honor poniéndose de rodillas ante ellos.
Para pintar la escena, el pintor se inspiró en el relato de Jerónimo Münzer llamado Viaje por España y Portugal, en el que describió la liberación:

Conquistada Málaga, se le presentaron 752 cristianos cautivos, tan extenuados por el hambre, que se les reconfortó con caldo de gallina y otros alimentos. Se hallaba entre ellos cierto alemán, Enrique Murer, que padeció durísima esclavitud durante cuatro años. Apareció también entre los otros cautivos un anciano de luengas barbas, que afirmó llevar cautivo cuarenta y ocho años. Al cual dijo la reina: ¿Qué hubieras pensado si al primer año de tu cautiverio se te hubiera dicho: todavía no ha nacido tu redentor? A lo cual respondió acongojado: Me hubiera muerto de pena. Al salir los cautivos con una pequeña cruz de madera, gritaban a grandes voces: Llegaste, ¡Oh, Redentor del mundo!, que nos has liberado de las tinieblas del infierno. Se postraron en tierra el rey y la reina, diciendo entre abundantes lágrimas: ¡Oh, cruz, salve, esperanza única! ¡No a nosotros, sino a tu nombre se dé gloria! ¡Oh, cuánta tristeza mezclada con júbilo!
Hieronymus Münzer

Tras la toma de Málaga en 1487 y la liberación de los cristianos, sus grilletes fueron llevados a la iglesia de san Juan de los Reyes en Toledo, donde todavía pueden observarse más de doscientos en el exterior del templo.